# David Goggins

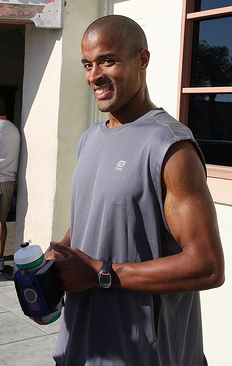
David Goggins

David Goggins (* 17. Februar 1975 in Buffalo) ist ein ehemaliger Navy SEAL der Vereinigten Staaten, Extremsportler und Motivationsredner, der insbesondere durch seine Lebensgeschichte und sportlichen Leistungen und Rekorde weltweite Bekanntheit erlangte. Goggins hat an über 70 Ultramarathons, Ultra-Distanz-Radrennen und Triathlons teilgenommen und hielt den Guinness-Weltrekord für die meisten Klimmzüge innerhalb von 24 Stunden.

## Leben
David Goggins wurde am 17. Februar 1975 als Sohn von Trunnis und Jackie Goggins geboren. Er hat einen Bruder, Trunnis Jr. Goggins. Nach eigener Aussage war seine Kindheit geprägt von Missbrauch und häuslicher Gewalt durch seinen Vater, Trunnis Goggins, sowie weiteren traumatischen Erfahrungen. Sein Vater betrieb die Rollschuhbahn Skateland in East Buffalo, wo David bereits im Alter von sechs Jahren arbeitete und sich oft bis spät in die Nacht um die Rollschuhe kümmern musste. Goggins’ Mutter verließ ihren Ehemann nach einigen Jahren und zog mit ihren Kindern nach Brazil, Indiana.
Goggins begann seine militärische Laufbahn 1994 in der United States Air Force und diente dort bis 1999 als Tactical Air Controller. Nach einem gescheiterten Versuch, die Ausbildung zum Pararescue-Mann abzuschließen, kehrte er 2001 zur United States Navy zurück. Nach wiederholten Rückschlägen wurde Goggins im selben Jahr Navy SEAL und ist der Einzige, der sowohl die Ausbildung zum Navy SEAL als auch zum U.S. Army Ranger und Air Force Tactical Air Controller erfolgreich absolvierte.
Neben seiner militärischen Karriere ist Goggins Ultramarathonläufer, Ultra-Distanz-Radfahrer und Triathlet. Er wurde für seine Leistungen im Sport in die International Sports Hall of Fame aufgenommen. Zu seinen sportlichen Leistungen gehören:
- 2006: Mit einer Zeit von 22:51:47 Stunden beendete er den UltraMan Hawaii auf dem zweiten Platz mit zehn Minuten Abstand zum Erstplatzierten Jeff Landauer.
- 2013: Goggins stellte den Guinness-Weltrekord für die meisten Klimmzüge in 24 Stunden auf, indem er 4.030 Klimmzüge in 17 Stunden absolvierte. Er zog sich bei den insgesamt drei Versuchen mehrmals schwere Verletzungen zu, bevor er den Rekord brach.
- 2016: Beim Strolling Jim 40 Miler gewann er den ersten Platz mit einer Zeit von 04:54:15 Stunden.
- 2019: Er beendete das Leadville 100, ein berühmtes 100-Meilen-Ultramarathonrennen in Colorado, mit einer Zeit von 22:55:44 Stunden.
- 2020: Beim Moab 240, einem 240-Meilen-Ultramarathon in Utah, belegte er den zweiten Platz mit einer Zeit von 62:21:29 Stunden.
- 2020: Goggins sicherte sich den ersten Platz beim Across Florida 200 in einer Zeit von 70:21 Stunden.
- 2021: Beim Natchez Trace 444 belegte er den zweiten Platz mit einer Zeit von 26:08 Stunden.

Am 4. Dezember 2018 veröffentlichte er seine Selbsthilfe-Memoiren „Can’t Hurt Me: Beherrsche deinen Geist und erreiche jedes Ziel“, in welchen er seine Lebensgeschichte und seine Kämpfe gegen Selbstzweifel, Vorurteile und persönliche Dämonen teilt. Goggins betont die Bedeutung von Disziplin, Selbstverantwortung und mentaler Härte, um persönliche Hindernisse zu überwinden. „Can’t Hurt Me“ wurde zum Bestseller und verkaufte sich weltweit über 5 Millionen Mal.
Die Fortsetzung „Never Finished: Überwinde dich selbst und werde außergewöhnlich“ folgte 2022.

## Auszeichnungen
Goggins wurde 2018 mit dem VFW Americanism Award für seinen Dienst in den Streitkräften der Vereinigten Staaten ausgezeichnet.